# Hausmüllverwertung München

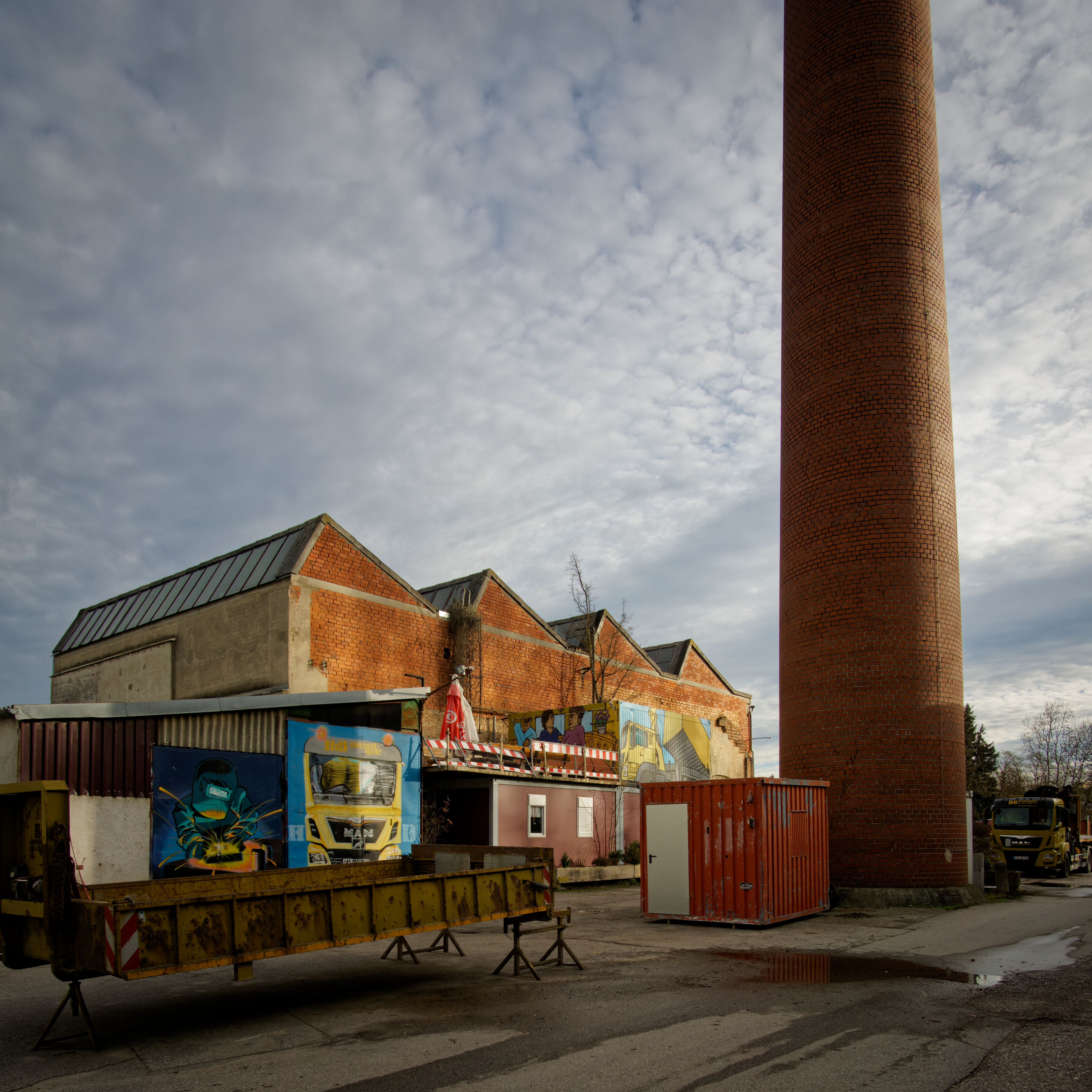
Schornstein und ehemalige Fabrikgebäude der Hausmüllverwertung (2024)

Die Hausmüllverwertung München GmbH war neben vergleichbaren Einrichtungen in Budapest und Chicago eines der ersten Unternehmen zur industriellen Mülltrennung und Wiederverwertung. Sie entstand Ende des 19. Jahrhunderts und war bis 1949 in Betrieb.

## Geschichte

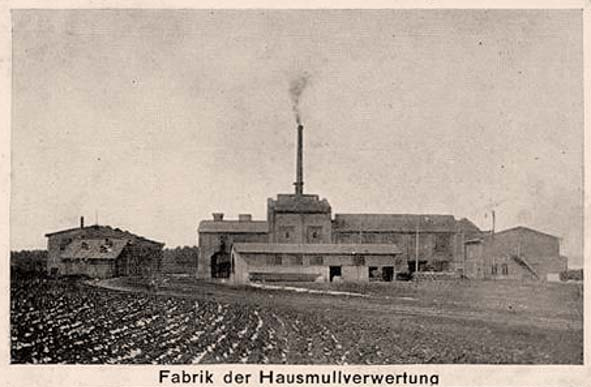
Südöstliche Ansicht des Fabrikgeländes (ca. 1914–1920)

1891 wurde in München das Mülltonnensystem eingeführt. Um den daraus regelmäßig anfallenden Müll zuverlässig deponieren zu können, wurde am 27. Juli 1897 die Hausmüllverwertung München GmbH gegründet. Ihre Aufgabe war die Entgegennahme des Mülls, seine Sortierung und Deponierung. Als Standort für die Sortieranlage wurde Puchheim Bahnhof, damals kaum mehr als eine kleine Bahnstation weit außerhalb der Stadt und mitten im Moor, gewählt. Die GmbH erwarb dort 85 ha Land und begann mit dem Bau der Hausmüllfabrik. Auf dem eigentlichen Fabrikgelände entstanden noch im selben Jahr das Direktionsgebäude für Julius Einhorn, Arbeiterunterkünfte, Darre, Düngerfabrik, ein Waschhaus für Textilabfall und Lumpen sowie ein Lagerhaus. Der Betrieb wurde termingerecht am 1. Juli 1898 aufgenommen. 1902 wurde die Anlage um eine Leimsiederei und eine Superphosphatfabrik ergänzt. 1942 musste der Betrieb wegen Ersatzteilmangels vorübergehend eingestellt werden. Die Hausmüllverwertung München GmbH war bis Februar 1949 in Betrieb. Danach wurden die größtenteils heute noch erhaltenen Gebäude von einer Firma für Kork- und Dämmmaterialherstellung genutzt.

## Verfahren
In München wurde der Müll mit zweirädrigen Pferdefuhrwerken, so genannten „Harritschen“, von je 2,85 m³ Fassungsvermögen eingesammelt. Die vollen Wagen verlud man auf Bahnwaggons und verfrachtete sie mit zwei bis drei Zügen täglich nach Puchheim. Die für täglich 100 Waggons ausgelegte Anlage war mit der eigenen Werkseisenbahn direkt an die Bahnstrecke Pasing–Buchloe angeschlossen.
Der angelieferte Müll wurde noch am gleichen Tag verarbeitet. In einem ersten Schritt wurde der Feinmüll ausgesiebt und chemisch zu Kunstdünger verarbeitet. Der Grobmüll wurde am Fließband händisch sortiert. Wiederverwertbare Materialien wie Knochen, Metall, Lumpen und Papier wurden teils direkt weiterverarbeitet, teils als Rohstoff verkauft. Nicht verwertbares Material wurde auf den zum Unternehmen gehörenden Moorflächen deponiert. Um der steigenden Müllmengen Herr zu werden, erweiterte man das Deponiegelände nach und nach auf rund 170 ha. Noch heute ist die bis zu 5 m hohe Aufschüttung südlich der Bahnlinie gut zu erkennen. 1919 wurde auch Restmüll mit Hilfe einer kleinen Lorenbahn zum Straßenbau in der benachbarten späteren Gemeinde Eichenau eingesetzt.
1910 erhielt das Werk in Puchheim eine eigene Müllverbrennungsanlage. Hier wurden Holz und andere brennbare Abfälle verfeuert, um eine Dampfkesselanlage zu beheizen und so das Werk mit der benötigten Energie zu versorgen.

## Soziale Aspekte
1899 beschäftigte die Hausmüllverwertung München GmbH 80 Mitarbeiter, darunter neun Frauen. Bereits zwei Jahre später, 1901, war die Belegschaft auf ca. 200 Angestellte angewachsen. Wenn auch die Arbeitsbedingung aus heutiger Sicht eher primitiv wirken, betonten die Betreiber damals, dass Staubabsaugvorrichtungen, Arbeitsanzüge und Handschuhe „selbst weitgehende hygienische Anforderungen“ befriedigten. Darüber hinaus waren die Beschäftigten verpflichtet, mindestens zweimal wöchentlich zu baden.
1918 kamen auch russische Kriegsgefangene zum Einsatz. Der Betrieb in Puchheim war vom Generalkommando als kriegswichtig eingestuft worden, „weil er aus dem gesamten Hausunrat der Stadt München wichtige Gegenstände zur weiteren Verarbeitung für militärische Zwecke abliefert“.
Während die Verarbeitung in der Fabrik offenbar weitgehend unproblematisch verlief, entwickelten die Aktivitäten von privaten wie gewerblichen Müllsammlern in den 1920er Jahren solche Ausmaße, dass zeitweise Verbote gegen das „Mullen“  ausgesprochen wurden.

## Ökologische Aspekte

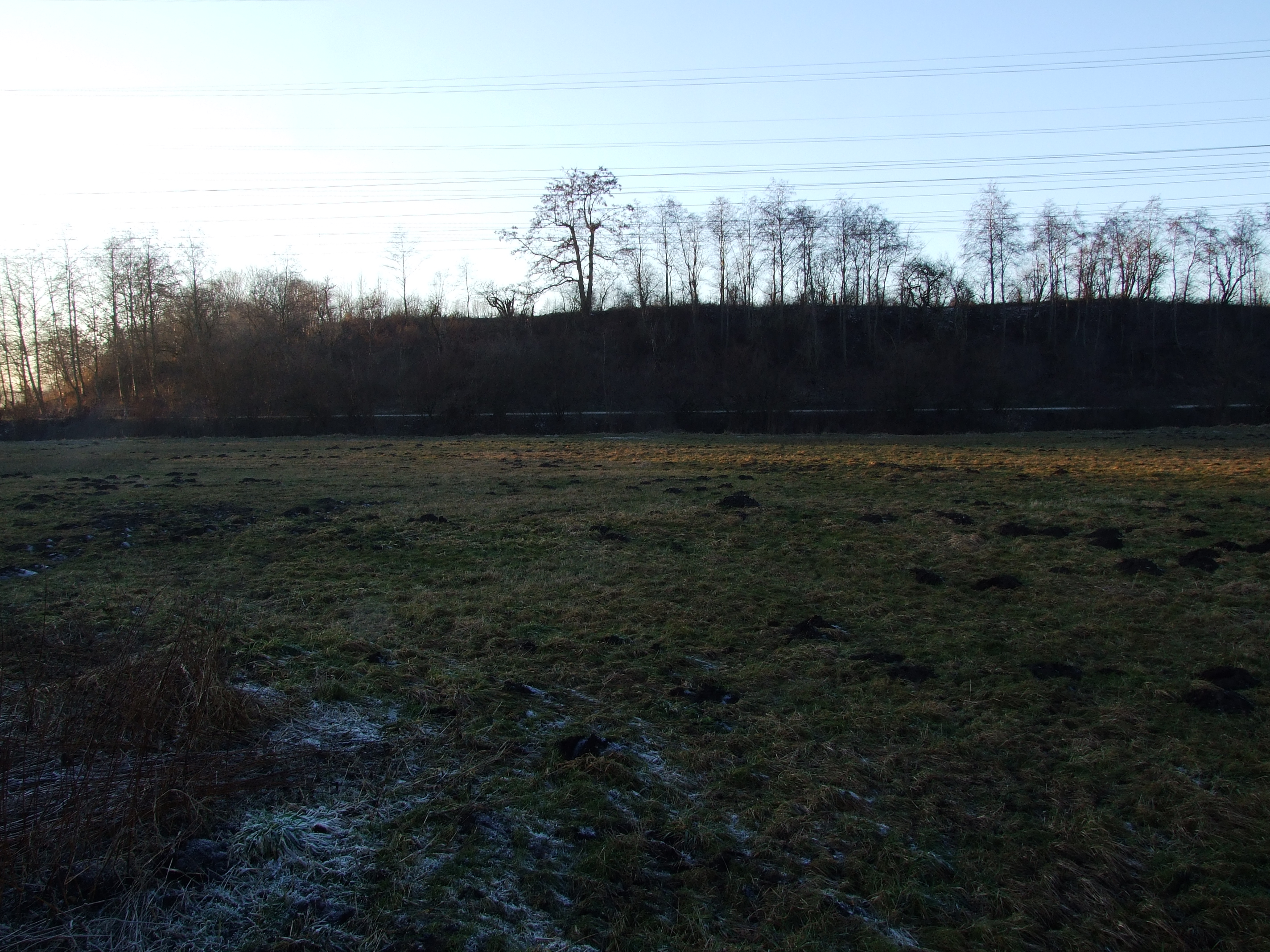
Aus südöstlicher Richtung ist die Schütthöhe der Planie gut erkennbar.

Ab 1970 wurde ein Großteil der Planie mit Ein- und Mehrfamilienhäusern bebaut. Nachdem in den 80er Jahren erste Diskussionen über mögliche Altlasten aufkamen, veranlasste das Landratsamt Fürstenfeldbruck im Sommer 1992 eine Bodenuntersuchung. Dabei wurde bei 150 Proben eine gleichmäßig verteilte Belastung durch Blei, Arsen, polyzyklische aromatische Kohlenwasserstoffe und vor allem Quecksilber gemessen. Die Grenzwerte wurden beträchtlich überschritten. Gleichzeitig ergaben die regelmäßig durchgeführten Analysen des Grundwassers seit 1985 keine beobachtbare Kontamination. Die vorhandenen Schadstoffe sind demnach relativ stabil im Boden gebunden.
Eine Aufnahme der Giftstoffe durch die Haut oder Atemorgane wurde ausgeschlossen. Nicht so dagegen eine mögliche Gefährdung von Kleinkindern, die auf Spielplätzen oder in privaten Gärten Erde während des Spielens schlucken könnten. Die Gemeinde Puchheim sperrte daraufhin die betroffenen Kinderspielplätze von Februar bis Juni 1993. Der kontaminierte Boden wurde abgetragen, die Sandkästen nach unten abgedichtet und eine neue Humusschicht aufgetragen. Im Frühjahr 1994 begannen auch betroffene Gartenbesitzer mit dem Austausch der Gartenerde bis zu einer Tiefe von 150 cm.
Eine im Mai 1993 vorgenommene Reihenuntersuchung an 237 Jungen und Mädchen im Alter von einem bis elf Jahren ergab für Blei, Kupfer und Quecksilber keine Hinweise auf eine erhöhte Belastung. Bei 13 Kindern wurden erhöhte Arsenwerte im Urin gemessen, die sich allerdings bei einer zweiten Kontrolluntersuchung nicht bestätigen ließen. Auch Obst- und Gemüseproben aus den Gärten ergaben in einer Untersuchung der Bayerischen Landesanstalt für Ernährung keinen auffälligen oder grenzwertüberschreitenden Gehalt an Schwermetallen.